# ۲۰۱۴ آرسی

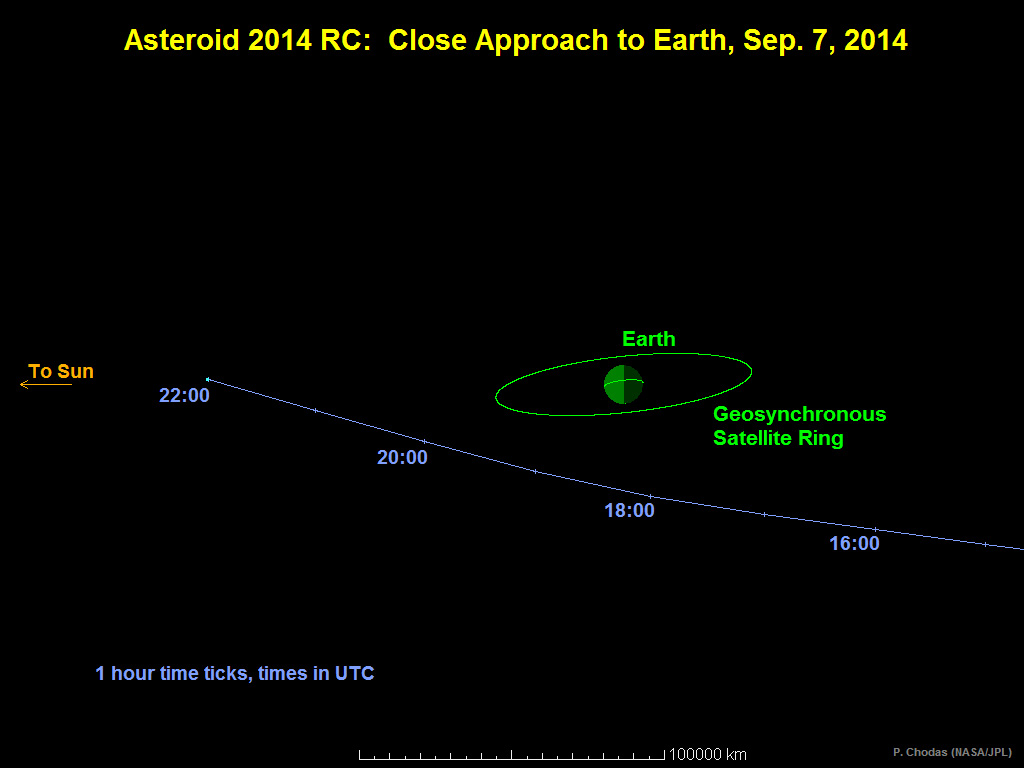

۲۰۱۴ آرسی یک سیارک کوچک در نزدیکی زمین است. این سیارک که ابعاد آن به بزرگی یک خانه است هفت سپتامبر 2014 (ساعت 18:18 گرینویچ) بدون برخورد با زمین از بالای نیوزیلند عبور کرد.

## منابع

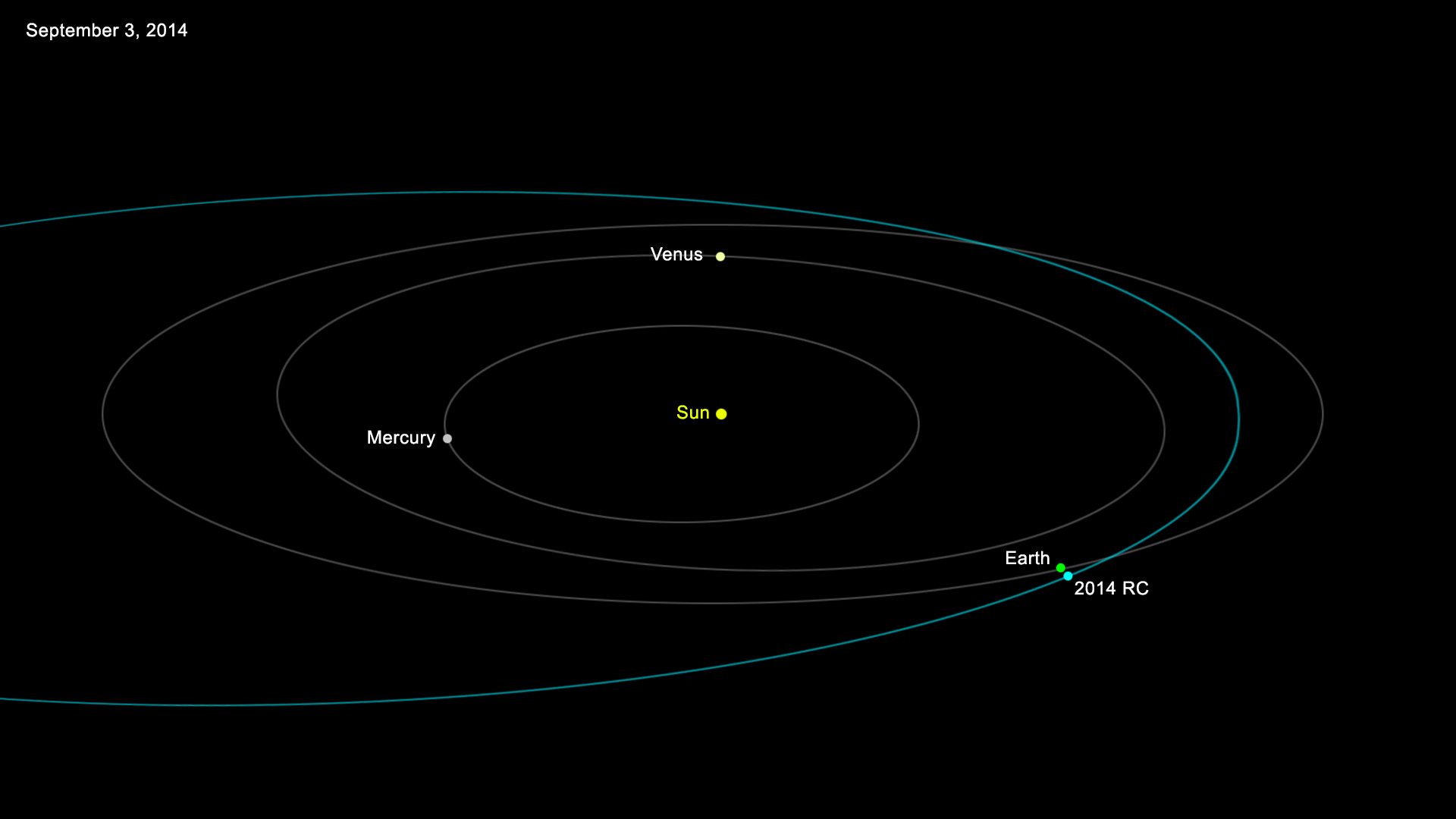